# Maïtena (roman)
Maïtena est un roman de Bernard Nabonne publié en 1927 aux Éditions Fayard et ayant reçu le prix Renaudot la même année.

## Éditions
- Maïtena, éditions Fayard, 1927.